# Debreceni Tollaslabda Club
A Debreceni Tollaslabda Klub (DSC-SI) Magyarország legsikeresebb tollaslabda egyesülete, amely rekordot jelentő 18 alkalommal nyerte meg a magyar csapatbajnokságot.[forrás?] Egykori és jelenlegi játékosai a magyar elithez tartoznak mind az utánpótlás, mind pedig a felnőtt mezőnyben. A DSC-SI játékosa, minden idők legsikeresebb magyar tollaslabdázója, a 42-szeres magyar bajnok Gondáné Fórián Csilla is.

## Sikerek
Magyar tollaslabda-csapatbajnok: 18x /Rekord/ (1990/1991, 1991/1992, 1992/1993, 1993/1994, 1994/1995, 1996/1997, 1997/1998, 1998/1999, 1999/2000, 2000/2001, 2001/2002, 2002/2003, 2003/2004, 2004/2005, 2005/2006, 2006/2007, 2007/2008, 2009/2010)

## Válogatott kerettag versenyzők
- Gonda Daniella[1]
- Varga Orsolya

## Edzők
- Borbély Sándor - szakosztályvezető
- Mátyus Tibor - edző